# Albert Dickin
Albert Dickin né le 11 janvier 1901 à Twickenham et mort le 5 mai 1955 à Birmingham est un nageur, plongeur et poloïste anglais ayant participé aux Jeux olympiques, de 1920 à 1928.

## Biographie
Au niveau national, Albert Dickin monte régulièrement sur les podiums dans les années 1920 sur les 100 et 220 yards nage libre. Il est champion d'Angleterre du 220 yards en 1927. Il a établi le record national du 100 yards en 1921 (57 s 80). Il est aussi champion d'Angleterre de plongeon (1920, 1921, 1922, 1923 et 1929). Il joue au water-polo tout au long de sa vie.
Il est donc sélectionné pour représenter la Grande-Bretagne aux Jeux olympiques.
Pour les Jeux olympiques de 1920 à Anvers, il est éliminé lors des séries du 100 mètres nage libre ainsi qu'en plongeon,.
Aux Jeux olympiques de Paris en 1924, il réalise 1 min 6 s sur le 100 mètres nage libre et n'est pas qualifié pour les demi-finales alors que son temps est meilleur que ceux de nageurs qualifiés dans d'autres séries,. Albert Dickin fait aussi partie du relais masculin sur le 4 x 200 mètres nage libre. L'équipe réalise 10 min 52 s 60 en séries, battue par le relais français,. En demi-finale, avec 10 min 31 s 20, cette fois-ci les Britanniques devancent les Français. En finale, avec 10 min 29 s 40, les Britanniques se classent 5e à plus de trente secondes des vainqueurs américains. En plongeon, Albert Dickin ne passe pas le stade des éliminatoires.
À Amsterdam en 1928, Albert Dickin est à nouveau engagé dans le relais britannique 4 x 200 mètres nage libre qui réalise 10 min 16 s 60 en séries puis 10 min 15 s 80 en finale pour terminer 6e.